# Christian Cévaër
Christian Cévaër (* 10. April 1970 in Nouméa, Neukaledonien) ist ein französischer Profigolfer der European Tour.
Cévaër besuchte die Stevenson School in Pebble Beach, Kalifornien und bekam anschließend ein Golf-Stipendium an der Stanford University, an der er zweimal die Pac-10-Meisterschaften gewann. Im  Jahre 1989 siegte er bei den französischen Amateurmeisterschaften, wurde 1993 Berufsgolfer und spielte danach hauptsächlich in Europa. Zunächst wandte er sich der Challenge Tour zu, auf der er zwei Turniere gewann. Seit 2001 ist er auf der European Tour spielberechtigt und hat dort bislang zwei Titel gewonnen.

## Turniersiege
- 1998 Volvo Finnish Open (Challenge Tour)
- 2000 Finnish Masters (Challenge Tour), MGT de Barbaroux
- 2004 Canarias Open de España (European Tour)
- 2009 European Open (European Tour)

## Teilnahmen an Mannschaftsbewerben
- World Cup (für Frankreich): 2009